# Orlistat

Orlistat

Orlistat, handelsnamn Xenical och Alli, är läkemedel för viktminskning. Orlistat hindrar kroppen från att ta upp fett i maten för att istället föra med det ut i avföringen. Läkemedlet är avsett att användas tillsammans med en kost som har ett lågt fett- och kaloriinnehåll, samt ett individanpassat träningsprogram. Syftet med orlistat är att främja en viktnedgång hos överviktiga personer.
Alli innehåller hälften så mycket av den aktiva substansen orlistat som Xenical (60 mg respektive 120 mg). Ytterligare två läkemedel som innehåller orlistat är Beacita och Orlistat STADA.
Läkemedlet har under namnet Xenical varit godkänt i Sverige sedan 1998. Under samtliga handelsnamn är det enbart godkänt för personer med BMI 28 och uppåt och det skall endast användas ihop med hälsosam kost och motion som komplement.
Orlistat blev under namnet Alli receptfritt under 2009 men kritiska röster till detta har höjts, bl.a. från specialistläkare inom ätstörningar, vars patienter har börjat missbruka medlet när det inte längre är receptbelagt utan i praktiken är tillgängligt för alla.
Personer med ett BMI som understiger 28 bör inte använda orlistat. Patienter som har typ 2-diabetes kan använda läkemedlet, under övervakning av läkare. Orlistat kan vara mindre effektivt för behandling av övervikt hos patienter med typ 2-diabetes, samtidigt som läkemedlet riskerar att påverka patientens blodsockersänkande läkemedel. Även personer med njursten bör använda läkemedlet med försiktighet, då användning av detta kan leda till ökade halter av oxalsyra och därmed njurskada.

## Biverkningar av orlistat
De flesta biverkningar av orlistat är begränsade till magtrakten. Vanliga biverkningar är: lös avföring, feber, oregelbunden mens, utmattning och flatulens. Mer sällsynta biverkningar inkluderar illamående, sjukdomskänsla, allergiska reaktioner, irritation i ögonen samt blåsor på huden. Anledningen till att läkemedlet kan ge en diarréliknande avföring är att orlistat förhindrar att en viss del av fettet från kosten i matsmältningssystemet från att tas upp, vilket gör att det istället lämnar kroppen med avföringen. Biverkningarnas varaktighet varierar utifrån faktorer såsom dos av orlistat och tolerabilitet. Hur en person reagerar på ett läkemedel är individuellt betingat.